# Ceracris chuannanensis
Ceracris chuannanensis är en insektsart som beskrevs av Ou, X., Z. Zheng och Jun Chen 1995. Ceracris chuannanensis ingår i släktet Ceracris och familjen gräshoppor. Inga underarter finns listade i Catalogue of Life.